# Стефан Радев
Стефан Николов Радев е български финансист и политик от ГЕРБ, кмет на община Сливен (от 2015 г.).

## Биография
Стефан Радев е роден на 6 септември 1972 г. в  Сливен. Завършва средното си образование в ГПЗЕ „Захари Стоянов“. През 1995 г. завършва Икономическия университет във Варна със специалност „Икономика и управление на индустрията“. Получава магистърска степен по счетоводство и контрол от УНСС в София.
От 2010 г. е дипломиран експерт-счетоводител. Повече от десет години е бил изпълнителен и финансов директор на холдинг „Мел Инвест“ – Сливен. До встъпването си в длъжност като кмет на Сливен работи в сферата на финансите – като одитор.

## Политическа кариера
Бил е член на БСП. На местните избори през 2015 г. е избран от II тур за кмет на община Сливен, от листата на партия ГЕРБ. На местните избори през 2019 г. отново е кандидат на ГЕРБ и е преизбран на II тур. По време на първия си мандат, с реализацията на План за финансово оздравяване, Стефан Радев извежда общината от тежкото финансово състояние, което я поставя на първо място по задлъжнялост в страната.
По време на неговото управление са реализирани редица големи инфраструктурни проекти, сред които изграждане на кръгово кръстовище на „Розова градина“, закупуване на нови автобуси за градския транспорт с най-висок клас стандарт за вредни емисии – сертификат Евро 6 С, ремонт на булевард „Хаджи Димитър“ с модерни пространствени решения и повишаване безопасността на движение, завършване на редица отлагани във времето проекти.